# 아리마쓰정
아리마쓰정(有松町)은 아이치현 지타군에 설치되었던 정이다. 현재의 나고야시 미도리구에 해당한다.